# Concierto para piano n.º 1 (Tan Dun)
El Concierto para piano y orquesta "El fuego" es el primer concierto para piano del compositor chino Tan Dun. Fue un encargo de Lorin Maazel, el director de la Filarmónica de Nueva York. Su estreno tuvo lugar el 9 de abril de 2008, por el pianista chino Lang Lang (pieza que ha sido creada especialmente para él) y la Orquesta Filarmónica de Nueva York, bajo la batuta de Leonard Slatkin en el Avery Fisher Hall de Nueva York. Fue estrenada en España el 29 de enero de 2010 por la Orquesta Nacional de España, bajo la dirección del propio compositor. Tiene una duración aproximada de treinta minutos y está escrito en tres movimientos:
1. Lento
2. Adagio melancholia
3. Allegretto

La partitura ha sido publicada por la editorial G. Schirmer. La obra está orquestada para dos flautas, flautín, dos oboes, dos clarinetes, dos fagotes, cuatro trompas, tres trombones, una tuba, timbales, cuatro instrumentos de percusión, arpa y cuerdas.
Lang Lang describió la pieza como «muy melódica, muy rítmica y muy dramática». Algunas partes requieren una gran habilidad técnica, en las que el pianista usa aparte de sus dedos, las palmas, muñecas e incluso el antebrazo para dar ciertas notas, es por ello que el pianista es caracterizado como un «artista marcial del teclado».
El concierto fue bien recibido por las críticas y ha sido descrito como una «amalgama de géneros».